# Mortal Transfer
Mortel Transfer ist ein deutsch-französischer Thriller unter der Regie von Jean-Jacques Beineix nach dem gleichnamigen Roman von Jean-Pierre Gattégno. Die Musik stammt von Reinhardt Wagner, dem Komponisten von Rosalyn und die Löwen.

## Handlung
Der Psychoanalytiker Michel Durand führt ein ruhiges Leben. Er ist von den Geschichten seiner Patienten oft so gelangweilt, dass er während der Sitzungen einschläft. Eines Tages erwacht er neben einer seiner Patientinnen: Olga Kubler, eine Sadomasochistin und Kleptomanin, die während seiner Sprechstunde erwürgt wurde. Da er nicht weiß, ob er der Täter ist, versucht er verzweifelt, die Leiche zu verstecken. Dabei wird er nicht nur von seiner asiatischen Haushälterin beim vorzeitigen Beseitigen der Leiche beobachtet, sondern er wird auch von seiner Freundin, der Malerin Hélène, verlassen. Zudem sind ihm sowohl der gewalttätige Ehemann der Toten als auch die Polizei auf den Fersen. Der Ehemann Max will von Michel wissen, wo die sieben Millionen Francs sind, die Olga ihm mit Michels Hilfe gestohlen haben soll. Beim verabredeten Treffen in Max’ Villa wird dieser jedoch von einem Unbekannten erschossen. Michel bleibt somit nur die schnelle Entsorgung der Leiche in seiner Praxis.

## Produktion
Jean-Jacques Beineix, der für seine konfliktreichen Beziehungen zu Produzenten bekannt ist, finanzierte den Film zu 90 % selbst. Da die Reaktionen der Kritiker und des Publikums mehr als durchwachsen waren, kam ihm dieses Wagnis teuer zu stehen. Durch die Eurimages erhielten der Film 2000 eine Förderung in höhe von 533.000 €. Die Dreharbeiten fanden vom 15. März 2000 bis 15. Mai 2000 in Paris und im Bavaria-Atelier statt. Am 31. Januar 2002 erhielt der Film eine FSK-18 (Zertifikatskennung 89479) Einstufung und am 14. Februar 2002 ein FSK-16 (Zertifikatskennung 89479-a).

## Besetzung und Synchronisation
| Rolle                        | Darsteller            | Sprecher              |
| ---------------------------- | --------------------- | --------------------- |
| Michel Durand                | Jean-Hugues Anglade   | Benjamin Völz         |
| Olga Kubler                  | Hélène de Fougerolles |                       |
| Erostrate                    | Miki Manojlović       |                       |
| Hélène Maier                 | Valentina Sauca       |                       |
| Armand Zlibovic              | Robert Hirsch         | Klaus Höhne           |
| Max Kubler                   | Yves Rénier           | Joachim Höppner       |
| Der Professor für Mathematik | Catherine Mouchet     |                       |
| Commissioner Chapireau       | Denis Podalydès       | Pierre Peters-Arnolds |
| Der DJ                       | Riton Liebman         |                       |
| Der junge depressive Mann    | Laurent Bateau        |                       |

## Veröffentlichung
Die Uraufführung des Films fand am 10. Januar 2001 im Pariser UGC-Danton-Kino statt. Die deutsche Erstaufführung erfolgte am 12. Februar 2001 im Rahmen der Internationalen Filmfestspiele Berlin der Sektion „Panorama“. Der deutsche Kinostart war am 31. Januar 2002 im Verleih der Concorde Filmverleih GmbH.